# Fantasmi - Italian Ghost Stories
Fantasmi - Italian Ghost Stories, anche intitolato Paranormal Stories, è un film horror a episodi del 2011, diretto da Tommaso Agnese, Andrea Gagliardi, Roberto Palma, Stefano Prolli, Omar Protani & Marco Farina.

## Trama

### 17 novembre
In seguito alla morte del padre, un ragazzo si dirige nella casa con due suoi amici, per prenderne gli averi; i tre trovano un libro di ricette che contiene un brano scritto dall'uomo nel quale rivela un omicidio da lui commesso. Quella notte, un misterioso individuo uccide i due amici del ragazzo con una falciatrice; il giovane scopre lo spirito del padre, che gli rivela che è stato lui a uccidere gli amici.

### Offline
L'adolescente Pietro, una sera, si manda messaggi con l'amico Giovanni sul computer; poco dopo, però, la compagna Giada gli annuncia che Giovanni si è suicidato la sera prima. Incredulo, il ragazzo legge la notizia sul giornale e chiama prima Giada, poi il fratellino dell'amico, i quali confermano entrambi che è morto. Pietro, così, riprende a scriversi con il presunto Giovanni, accusandolo di essere un impostore, ma questo entra in videochat, rivelando di essere davvero lui. I due amici parlano un po', ma poi Pietro scopre che l'amico è nella stessa stanza con lui e si uccide tagliandosi la gola. Poco dopo, Giada comincia a ricevere a sua volta messaggi da Pietro.

### La medium
Dopo la morte del marito, una donna lavora come medium, facendo finte sedute spiritiche con lo scopo di spillare soldi alla gente, con l'aiuto della figlia. Un giorno, durante una seduta, la ragazza, seccata dal continuare a fingere, se ne va. Quella notte la medium viene svegliata da strani rumori e resta terrorizzata dall'apparizione di veri spiriti. La mattina dopo la figlia torna nell'appartamento della madre, ma non la trova, sentendo solo la sua voce bisbigliante.

### Fiaba di un mostro
In un paesino del Lazio, nel 1984, vive Celeste, un bambino muto (nonostante non abbia problemi alle corde vocali) con problemi cardiaci, la cui madre è affetta da problemi mentali. Celeste viene considerato il figlio del diavolo dai suoi compaesani. Un giorno, dopo essere stato picchiato dai suoi coetanei, il bambino viene aiutato da una ragazzina. Nonostante i suoi genitori disapprovino, questa comincia a frequentarlo, finché Celeste non si innamora di lei. Tuttavia, un giorno, il ragazzino scopre l'amica mentre si bacia con un altro ragazzo. Più tardi la bambina propone a Celeste di sposarsi quando sono più grandi, e il bambino, colto da un attacco di rabbia, la uccide brutalmente, colpendola in testa a più riprese con una pietra. Scappando dai suoi coetanei, il ragazzino ha un attacco cardiaco, per poi morire. La storia si rivela essere un racconto di una nonna narrato a sua nipote. Quest'ultima, mentre sta andando a prendere il pane, vede Celeste lungo una strada che le lancia una palla, per poi scomparire.

### Urla in collina
Tre ragazze, di ritorno da una vacanza, stanno guidando lungo una strada in un bosco di notte, quando investono accidentalmente qualcosa. Decidono poi di fermarsi in un albergo, dove il proprietario chiede loro se hanno visto suo figlio. Alle amiche viene così il timore di aver investito il ragazzo. Nel corso della notte, cominciano a verificarsi strane apparizioni e due delle ragazze vengono uccise. La sopravvissuta riesce a raggiungere l'auto terrorizzata, ma, mentre prova a guidare via, una mostruosa figura si materializza al suo fianco, facendola uscire di strada. La mattina dopo, la ragazza riesce a uscire dal veicolo ma, mentre prova a strisciare via, l'auto fa retromarcia da sola, investendola.